# Microcèbe d'Ambarijeby
Microcebus danfossi
Espèce
Synonymes
- Microcebus danfossorum Olivieri et al., 2006[1]

Statut de conservation UICN

 VU B1ab(i,ii,iii,iv,v) : Vulnérable
Répartition géographique
Le Microcèbe d'Ambarijeby (Microcebus danfossi) ou Microcèbe de Danfoss est une espèce de microcèbes de Madagascar.

## Publication originale
- (en) Gillian Olivieri, Elke Zimmermann, Blanchard Randrianambinina, Solofonirina Rasoloharijaona, Daniel Rakotondravony, Katerina Guschanski et Ute Radespiel, « The ever-increasing diversity in mouse lemurs: three new species in north and northwestern Madagascar », Molecular Phylogenetics and Evolution, Academic Press et Elsevier, vol. 43, no 1,‎ 7 novembre 2006, p. 309-327 (ISSN 1055-7903 et 1095-9513, PMID 17197200, DOI 10.1016/J.YMPEV.2006.10.026, lire en ligne).